# Doro Balaguer
Isidoro Balaguer Sanchis, más conocido como Doro Balaguer (Valencia, 8 de diciembre de 1931-Valencia, 29 de enero de 2017), fue un pintor de estilo abstracto y político español, miembro del Grupo Parpalló y dirigente del Partit Comunista del País Valencià primero, y fundador de Unitat del Poble Valencià después.

## Biografía
Proveniente de una familia de industriales y comerciantes, Doro Balaguer estudió Bellas Artes en el Antiguo Convento del Carmen de Valencia, donde se encontraba la Escuela y vivió en París, donde recibió la influencia de las tendencias más vanguardistas de la pintura de los años 1950 y se comprometió políticamente ingresando en el Partido Comunista de España (PCE). Al volver a Valencia formó parte del grupo Parpalló, fundado en 1956. En uno de su viajes a España fue detenido por su militancia comunista y se le retiró el pasaporte, por lo que no pudo regresar a París. Poco después abandonó la pintura y se dedicó a la política.
Durante el franquismo llegó a ser uno de los dirigentes del PCE en la clandestinidad en la actual Comunidad Valenciana. Con la llegada de la Transición democrática y la agrupación de las formaciones comunistas territorialmente en Valencia en una sola formación, el Partit Comunista del País Valencià, Balaguer sería uno de sus líderes hasta los años 1980, cuando junto a un sector valencianista abandonó la formación para fundar el Agrupament d'Esquerra del País Valencià, partido de corta vida que en las elecciones generales de 1982 participó en la coalición Unitat del Poble Valencià (UPV), que a su vez se transformaría en partido político dos años más tarde. Además, Doro Balaguer fue candidato a la presidencia de la Generalidad Valenciana por UPV en las elecciones a las Cortes Valencianas de 1983, donde obtuvo poco más del 3 % de votos y, aunque quedó como cuarta fuerza política, no obtuvo escaños. El fracaso le llevó a abandonar la política en los años 1990. En 2009 regresó a la pintura, siendo su estilo abstracto, y en 2011 realizó una gran exposición antológica en Valencia patrocinada por la Fundación Chirivella Soriano. Desde entonces continuó pintando y exponiendo, especialmente en la Comunidad Valenciana y Aragón.
En 2001 fue galardonado con la Medalla de Oro de la Universidad de Valencia por su «compromiso con la democracia, la libertad y la defensa de los derechos colectivos».